# Phileurus didymus
Phileurus didymus är en skalbaggsart som beskrevs av Carl von Linné 1758. Phileurus didymus ingår i släktet Phileurus och familjen Dynastidae. Inga underarter finns listade i Catalogue of Life.